# Glanmire
Glanmire (in gaelico irlandese Gleann Maghair) è una cittadina situata a 9 chilometri dal centro di Cork, nella parrocchia civile di Rathcooney, contea di Cork, Irlanda. Glanmire si trova all'interno dell'area amministrativa del Consiglio comunale di Cork e del collegio elettorale Dáil di Cork Centro-Nord. L'area metropolitana di Glanmire comprende le comunità di Riverstown (Baile Roisín), Brooklodge (Cill Ruadháin) e Sallybrook (Sruthán na Saileach).

## Storia
La storia di Glanmire risale all'Irlanda pre-cristiana,  con la vicina chiesa di Rathcooney attiva dal 1291. Il ponte di pietra situato a Riverstown risale al 1760 circa. Nella chiesa parrocchiale situata su una collina sopra il villaggio, Sarah Curran, amante dell'impiccato Robert Emmet, sposò il capitano Henry Sturgeon nel 1805. 
Nel 1800 Glanmire era un piccolo ma industrializzato villaggio, con fabbriche di lana e mulini lungo le rive del fiume Glashaboy.
La città si espanse notevolmente alla fine del XX secolo. Amministrata originariamente dal Consiglio della contea di Cork, nel 2019 Glanmire, come parte dell'espansione dei confini della città, è stata portata all'interno dell'area amministrativa del Consiglio comunale di Cork.

## Scuole
Ci sono sei scuole primarie che servono l'area di Glanmire. Queste includono Scoil na nÓg (una scuola primaria in lingua irlandese con alloggio, fondata nel 1958), Scoil Naomh Micheál (Saint Michael's - Glanmire alta), Scoil Naomh Iosaf (Saint Joseph's - Riverstown), Scoil Chill Ruadháin (Scuola primaria Brooklodge), New Inn e Gaelscoil Uí Drisceoil inaugurate nel 2006. Glanmire ha due scuole secondarie: Il Glanmire Community College (GCC), è stato fondato nel 1997 e  si trova su un terreno grande dodici acri. Coláiste an Phiarsaigh, invece, inaugurato nel 1973, si trova nel centro di Glanmire. Ha circa 550 studenti, contando sia gli studenti tradizionali, sia coloro che alloggiano all'interno dell'istituto durante la settimana . Coláiste an Phiarsaigh fa parte della Gaelachas Teoranta Organisation.

## Lingua irlandese
Ci sono diverse scuole di lingua irlandese nell'area di Glanmire, con circa 300 alunni che frequentano la Gaelscoil (scuola primaria) e 550 nella  Coláiste an Phiarsaigh (scuola secondaria).  La Gaelachas Teoranta Organisation ospita anche corsi estivi in lingua irlandese, Vi è anche una piccola e impropria "Gaeltacht" ad Ard Bharra i cui fondatori includono il musicista Tomás Ó Canainn. Esiste anche una giga (una danza tradizionale irlandese caratterizzata da movimenti vivaci e ritmi allegri) che prende il nome dalla città: "Il mugnaio di Glanmire"

## Chiese
La parrocchia di Glanmire si estende dalla metà della strada a doppia carreggiata di Tivoli fino a 4,83 chilometri da Watergrasshill, da lì fino a White's Cross attraverso Templemichael. Ci sono due chiese cattoliche a Glanmire: la chiesa di St. Micheal a Glanmire alta e quella di St. Joseph a Riverstown. La chiesa di San Micheal fu riaperta al culto nel 1808 in seguito a una ristrutturazione. Nel 2008 è stato celebrato il bicentenario di questa chiesa e una speciale messa di ringraziamento è stata celebrata con il vescovo John Buckley come celebrante principale. La chiesa St. Joseph è la chiesa parrocchiale di Glanmire e fu dedicata nel 1837. Sia St. Joseph che St. Micheal sono costruite sopra o vicino ai siti delle chiese del periodo pre-penale.